# 片岡恵一
片岡 恵一（かたおか けいいち、1949年（昭和24年）6月7日 - ）は、日本の政治家、元愛知県岩倉市長（2期）。

## 来歴
愛知県出身。愛知県立愛知工業高等学校機械科卒。三洋電機に勤務し、その後ソフト開発会社を立ち上げる。岩倉市議会議員となり、2009年、岩倉市長に当選する。2013年に再選。市長を2期務め、2017年に退任した。